# Батошевски манастир (защитена местност)
Вижте пояснителната страница за други значения на Батошевски манастир.
Батошевски манастир е защитена местност в България. Намира се в землището на село Стоките, област Габрово.
Защитената местност е с площ 33,0 ha. Обявена е на 9 февруари 1973 г. с цел опазване на характерни букови гори около Батошевския манастир.
В защитената местност се забраняват:
- извеждането на сечи, освен санитарни и ландшафтни, с оглед за подобряване на санитарното и ландшафтно състояние на обектите. Стопанисването да се извършва съгласно устройствените проекти с максимално запазване на природната обстановка;
- пашата на добитък през всяко време;
- откриване на кариери, къртене на камъни, вадене на пясък и други инертни материали, изхвърляне на сгурия и различни промишлени отпадъци, както и всякакви действия, чрез които се нарушава или загрозява природната обстановка в тях.[1]